# Forum Kopenhagen

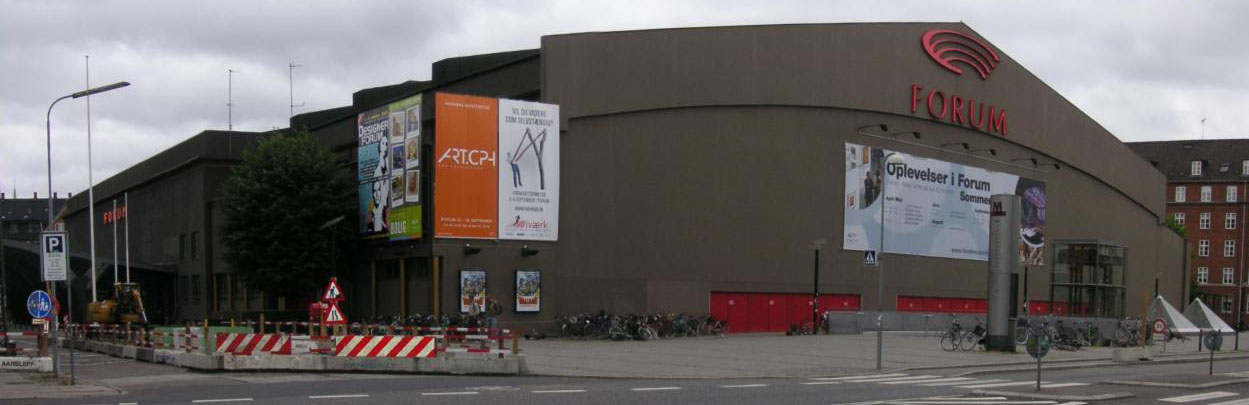
Forum Kopenhagen

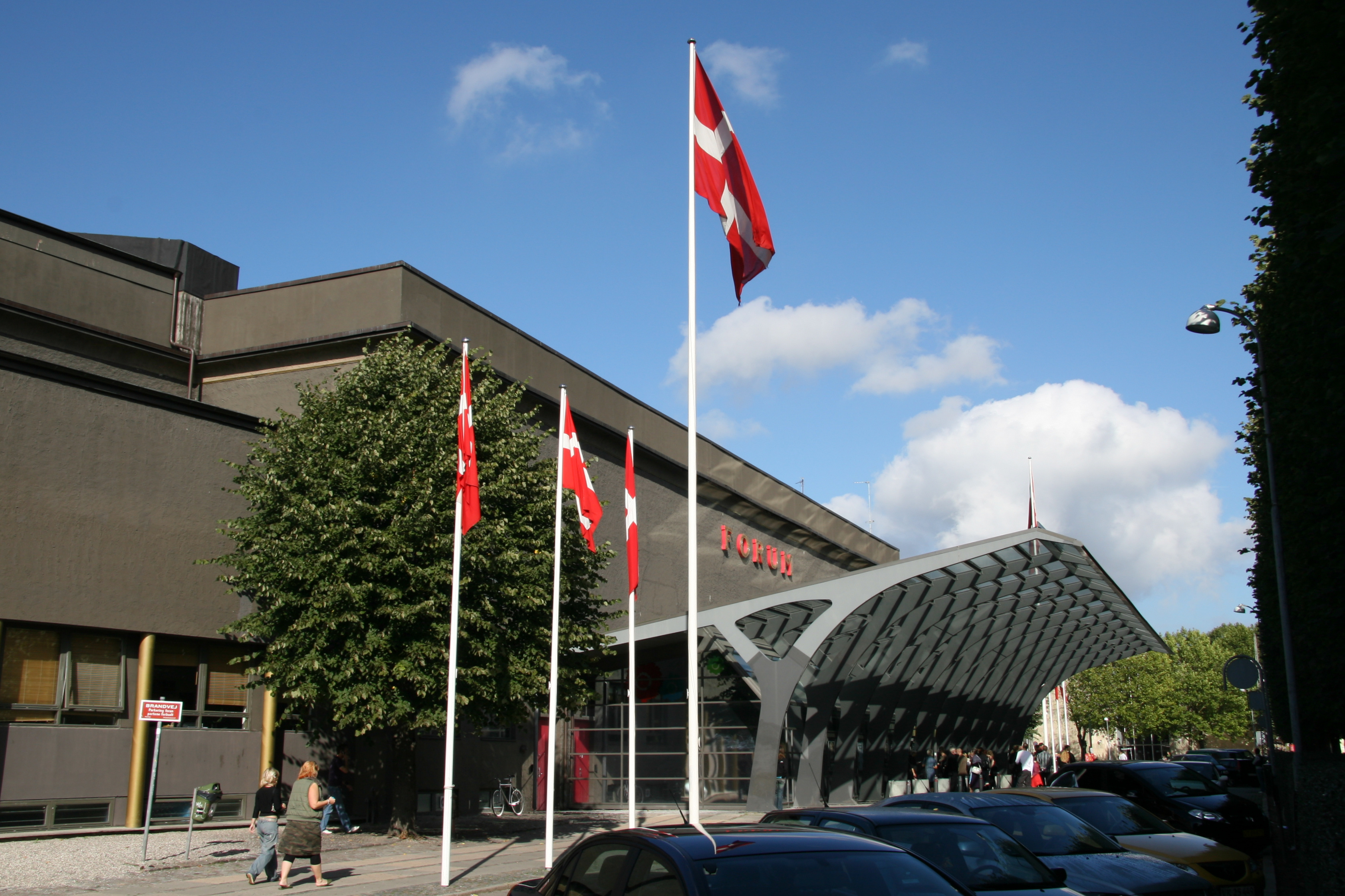
Forum Kopenhagen

Das Forum Kopenhagen ist eine Veranstaltungshalle in Frederiksberg, Region Hovedstaden. Sie wurde 1947 erbaut, nachdem der Vorgängerbau aus dem Jahr 1926 durch einen Anschlag der Widerstandsgruppe Holger Danske im Jahr 1943 zerstört worden war. In den folgenden Jahrzehnten wurde sie in mehreren Schritten durchgreifend umgebaut.
Die Ausstellungsfläche hat eine Bruttogröße von 8.000 m² und eine Nettogröße von 5.000 m². Für Konzerte bietet die Halle 10.000 Stehplätze oder 8.500 Sitzplätze. Im Jahr 1997 wurde die Dachkonstruktion erneuert, um die Akustik für Konzerte zu verbessern. Im Jahr 2009 kamen rund 450.000 Besucher in die Veranstaltungshalle.

## Veranstaltungen
Im Jahr 2011 wurden hier unter anderem die World Music Expo, die Danish Music Awards und das BogForum veranstaltet.